# My Australian Roots
My Australian Roots è un album del 1989 dal cantante e attore australiano Kevin Bloody Wilson. L'album ha ricevuto una nomination per gli ARIA Award nella categoria degli album umoristici nel 1990.

## Track listing
Tutte le tracce scritte da Denis Bryant.
1. You Orta' See Me (When I'm Pissed) - 3:36
2. Double Decker Dog - 4:26
3. The Great Roberto - 5:05
4. Me Dick's on the Dole - 2:43
5. The Featherbrain Championship - 4:19
6. The First Six Rows - 3:35
7. Ollie and Olga - 3:11
8. You Can never Find One - 2:35
9. Flowers - 3:05
10. The Builder - 3:18
11. Amazing Grass - 5:40